# エクタシアン
| 累代        | 代       | 紀                 | 基底年代 Mya |
| ----------- | -------- | ------------------ | ------------ |
| 顕生代      | 新生代   | 新生代             | 66           |
| 顕生代      | 中生代   | 中生代             | 251.902      |
| 顕生代      | 古生代   | 古生代             | 541          |
| 原生代      | 新原生代 | エディアカラン     | 635          |
| 原生代      | 新原生代 | クライオジェニアン | 720          |
| 原生代      | 新原生代 | トニアン           | 1000         |
| 原生代      | 中原生代 | ステニアン         | 1200         |
| 原生代      | 中原生代 | エクタシアン       | 1400         |
| 原生代      | 中原生代 | カリミアン         | 1600         |
| 原生代      | 古原生代 | スタテリアン       | 1800         |
| 原生代      | 古原生代 | オロシリアン       | 2050         |
| 原生代      | 古原生代 | リィアキアン       | 2300         |
| 原生代      | 古原生代 | シデリアン         | 2500         |
| 太古代      | 太古代   | 太古代             | 4000         |
| 冥王代      | 冥王代   | 冥王代             | 4600         |
| 1. 2. 3. 4. |          |                    |              |

エクタシアン（英：Ectasian、中国語：延展纪（延展紀））は、14億〜12億年前にあたる中原生代2番目の地質時代（紀）の一つ。日本語名は決定されていない。
名称はクラトン上の堆積岩・火山岩の堆積物（Platform cover）がこの時期に拡大し続けたことから、ギリシャ語で「伸展」を意味する ectasis に由来する
この時期にグレンヴィル造山運動（英語: Grenville orogeny）が始まり多くの山々が作られ、超大陸ロディニアが形成される切っ掛けとなった。当時生まれた山々は今日の大陸上でも見られる。
カナダ・サマーセット島の地層であるHunting Formationは、12億年前、エクタシアン末期の地層である。この地層から発見された真核生物の化石Bangiomorpha pubescens（紅藻の一種）は、知られる中で最古の有性生殖をする生物であり、そのため最初の複雑な多細胞生物とされる。